# Francis Bouygues
Francis Bouygues (* 5. Dezember 1922 in Paris; † 24. Juli 1993) war ein französischer Unternehmer. Er gründete 1952 nach seinem Abschluss an der École Centrale Paris im Alter von 30 Jahren den Baukonzern Bouygues. 1987 folgte das Medienunternehmen Groupe TF1, zu dem der größte französische Fernsehsender TF1 gehört.
Seine Söhne sind Martin Bouygues und Olivier Bouygues, die den Baukonzern nach dem Tod ihres Vaters leiten.